# Opusta (přítok Mešnice)
Opusta je potok pramenící v Horní Lhotě v Moravskoslezském kraji. Je pravostranným přítokem Mešnice a patří do povodí řeky Odry.

## Popis toku
Potok Opusta pramení v obci Horní Lhota v okrese Ostrava-Město pod kopcem Úhorky (nejvyšší bod okresu Ostrava město). Níže, pod pramenem jsou dva malé rybníčky a dále po proudu je studánka Zádolí. Opusta pak z jihozápadu obtéká Velkou Polom (pod kopcem Záhoří) a ze severu Dolní Lhotu. Dolní Lhotou protéká také stejnojmenný přítok Opusty. Nakonec, pod Krásným Polem, pod kopcem „Nad Stádlem“, se u Kotalova Mlýna vlévá zprava do potoka Mešnice. Opusta je největším přítokem Mešnice.

## Další informace
Na stejnojmenném přítoku Opusty v Dolní Lhotě pod mostem je vybudován hlásný profil průtoku.